# Chiesa di Santa Cristina a Papiano
La chiesa di Santa Cristina a Papiano è un edificio sacro che si trova nell'omonima località del comune di Stia.

## Storia e descrizione
La chiesa è documentata dal 1299, ma la ricostruzione del 1432 e gli interventi di restauro dei secoli XVII, XIX e XX ne hanno completamente modificato la struttura originaria. La facciata presenta parte del paramento murario originario a piccoli conci in arenaria, e sopra il portale s'intravede la parte terminale della monofora originale. Si eleva sul fianco sinistro la torre campanaria in pietra, ricostruita nel 1939.
L'interno, a navata unica, coperta a capriate lignee, conserva in controfacciata un interessante ciborio per oli sacri finemente scolpito in pietra serena, opera rinascimentale attribuibile a Pasquino da Montepulciano e databile intorno al 1480. L'inusuale posizione è dovuta all'inversione della chiesa avvenuta nel 1683. Sulla parete sinistra della navata è un affresco frammentario del XV secolo raffigurante la Madonna con il Bambino. A questa chiesa era destinata una tela con La cena di Gesù in casa del fariseo, opera di Simone Ferri da Poggibonsi, datata 1596 ed oggi nella Pieve di Santa Maria Assunta di Stia.